# Lamberg (Adelsgeschlecht)

Stammwappen derer von Lamberg, aus dem 13. bis 14. Jahrhundert.

Lamberg ist der Name eines Adelsgeschlechts, das zum Uradel zählt, seit dem 14. Jahrhundert in der Krain begütert ist und sich 1397 Köttl-Lamberg in die bereits erloschene rosenbühlsche Linie und die orteneggsche Linie teilte. Das Geschlecht wurde 1544 in den Freiherrnstand, 1667 in den Reichsgrafenstand und 1702 als Landgrafen von Leuchtenberg in den Reichsfürstenstand erhoben. Die Reichsfürstenwürde ging 1797 auf die bayerische Linie Köttl-Lamberg des Hauses über, die 1862 erlosch.
In Österreich-Ungarn war die Steyrer Linie bis in das 20. Jahrhundert Großgrundbesitzer.

## Geschichte

### Ursprung und Besitztümer
Die Abstammung derer von Lamberg liegt im Dunklen. Sie führten aber dasselbe Stammwappen wie die ebenfalls aus Krain stammenden Herren von Graben und deren Nachfahren Orsini-Rosenberg, Abkömmlinge der Meinhardiner. Es ist unklar, ob es sich um eine Stammesgemeinschaft, eine Abstammung voneinander oder um das von beiden Geschlechtern übernommene Wappen eines Lehensherren handelt.
Seit dem 13. Jahrhundert urkundlich erwähnt, waren Angehörige des Geschlechts von Lamberg durch Generationen im Hof-, Staats- und Militärdienst des Hauses Habsburg tätig und erwarben sich für die Römisch-katholische Kirche Verdienste als Domherren, Bischöfe, Erzbischöfe oder Kardinäle.
Ihr Stammsitz war Lamberg bei Steyr in Oberösterreich, erster Hauptort der damaligen Mark Steyer, von wo sie sich in die Krain (heutiges Slowenien) ausdehnten. Der Familienast der Orteneggschen Linie stieg daher 1544 in den Freiherrenstand und 1667 in den Reichsgrafenstand auf. Im Jahre 1707 wurden sie durch Kaiser Joseph I. jeweils nach Primogenitur zum Reichsfürsten sowie zum Landgrafen von Leuchtenberg erhoben. 1758 kam die Herrschaft Kvasice über Maria Anna, geborene von Rottal (1738–1795), an Franz Adam von Lamberg (1730–1803) aus der Görzer Linie. 1860 wurde die Kapelle St. Erasmus in Nezamislitz zum Familienpantheon der Fürsten von Lamberg umgestaltet.
Die Burg Ottenstein im Waldviertel und Schloss Gilgenberg in Niederösterreich waren von 1536 bis 1940 im Familienbesitz.
Familienfideikommissherrschaften der fürstlichen Linie sowie ab 1862 jene der gräflich-ungarischen waren Steyr in Oberösterreich mit dem ab 1727 wieder aufgebauten Schloss Lamberg (von 1666 bis 1938 im Besitz) und im Südwesten Böhmens die Herrschaft Schichowitz samt den Gütern Raby (bis 1920 mitsamt der Burg Raby), Budietitz, Žihobetz und Stradal (von 1707 bis 1946).
Ferner gehörten der Familie Schloss Münichau in Reith bei Kitzbühel in Tirol (1580 bis 1921), Schloss Amerang in Oberbayern (von 1607 bis 1821), Schloss Kaps mit Kapsbrunn in Kitzbühel (seit 1679 bis heute), Schloss Lebenberg bei Kitzbühel (1693 bis 1930), ab ca. 1700 Oels in Mähren (mit dem um 1700 dort gebauten Schloss Lamberg) sowie in der Steiermark Schloss Feistritz (1809–1959) und Schloss Trautenfels (1878–1942).
Graf Heinrich Lamberg war bei seinem Tod 1929 einer der größten Waldbesitzer Österreichs. Zu seinen Besitztümern zählten die Fideikommisse Steyr und Schichowitz mit über 30.000 ha sowie Ottenstein und Gilgenberg mit etwa 3.000 ha. 1938 verkaufte Vollrath Graf Lamberg das Schloss Lamberg samt dem umfangreichen Waldbesitz im Enns- und Steyrtal an das Deutsche Reich und 1940 die Burg Ottenstein. 1946 wurde der Besitz in der Tschechoslowakei enteignet, ebenso Mór in Ungarn. Die österreichischen Liegenschaften wurden bis in die 1960er Jahre nach und nach verkauft. Damit ging ein riesiger Güterbesitz praktisch zur Gänze verloren.
Schloss Kaps in Kitzbühel befindet sich bis heute im Familienbesitz und wird seit 1955 als Sitz des Golfclub Kitzbühel genutzt.

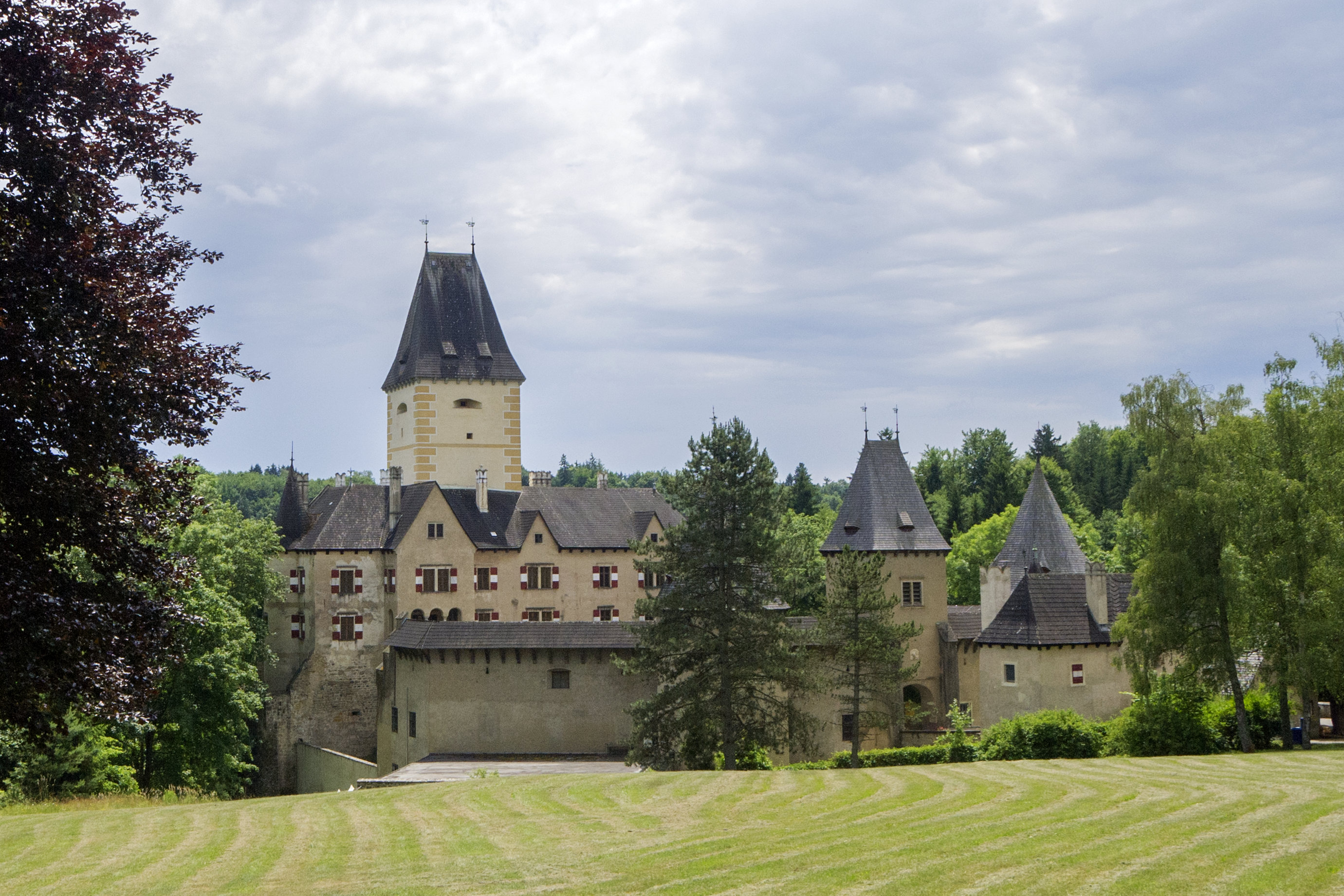
Burg Ottenstein, Niederösterreich, Österreich
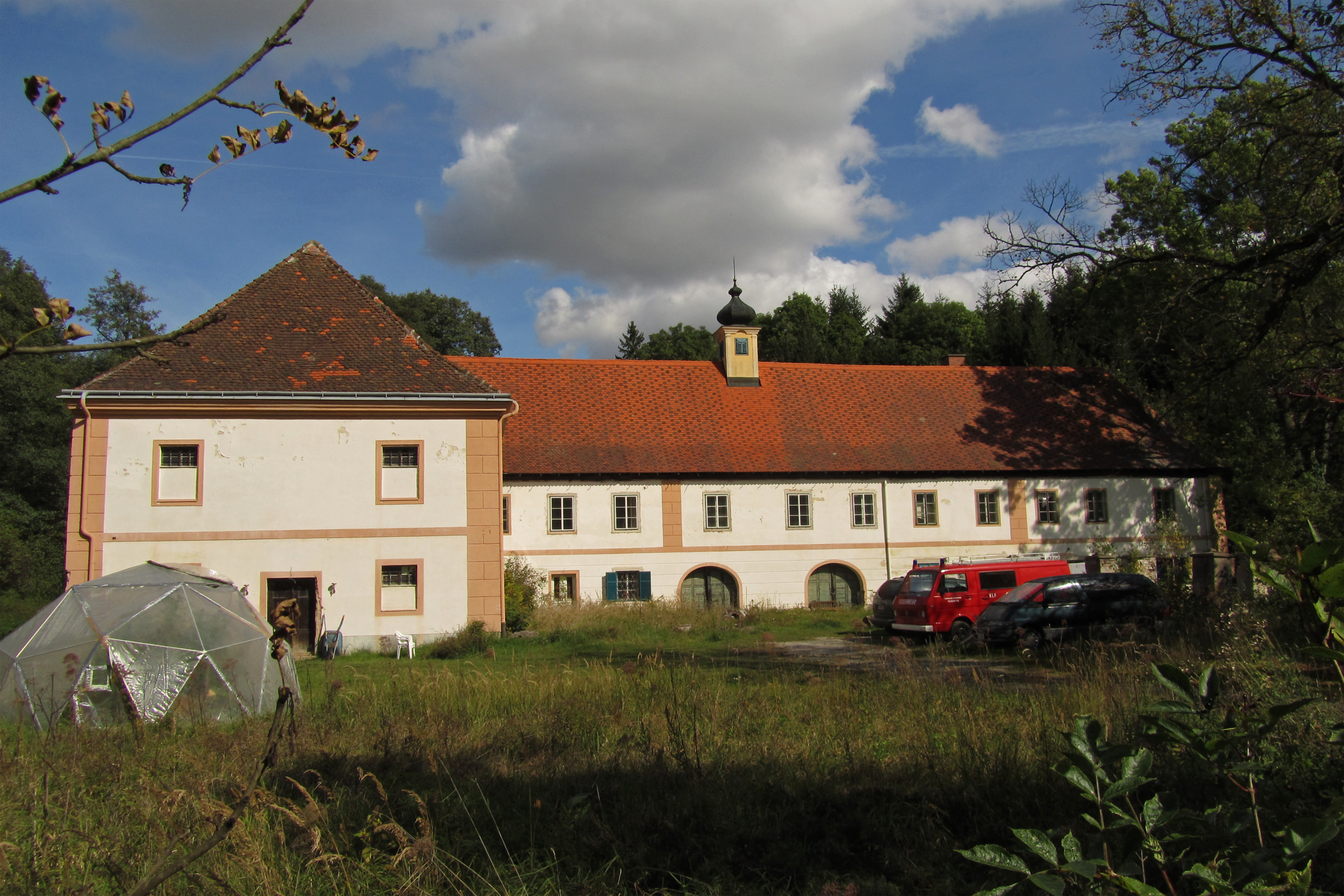
Schloss Gilgenberg, Niederösterreich, Österreich
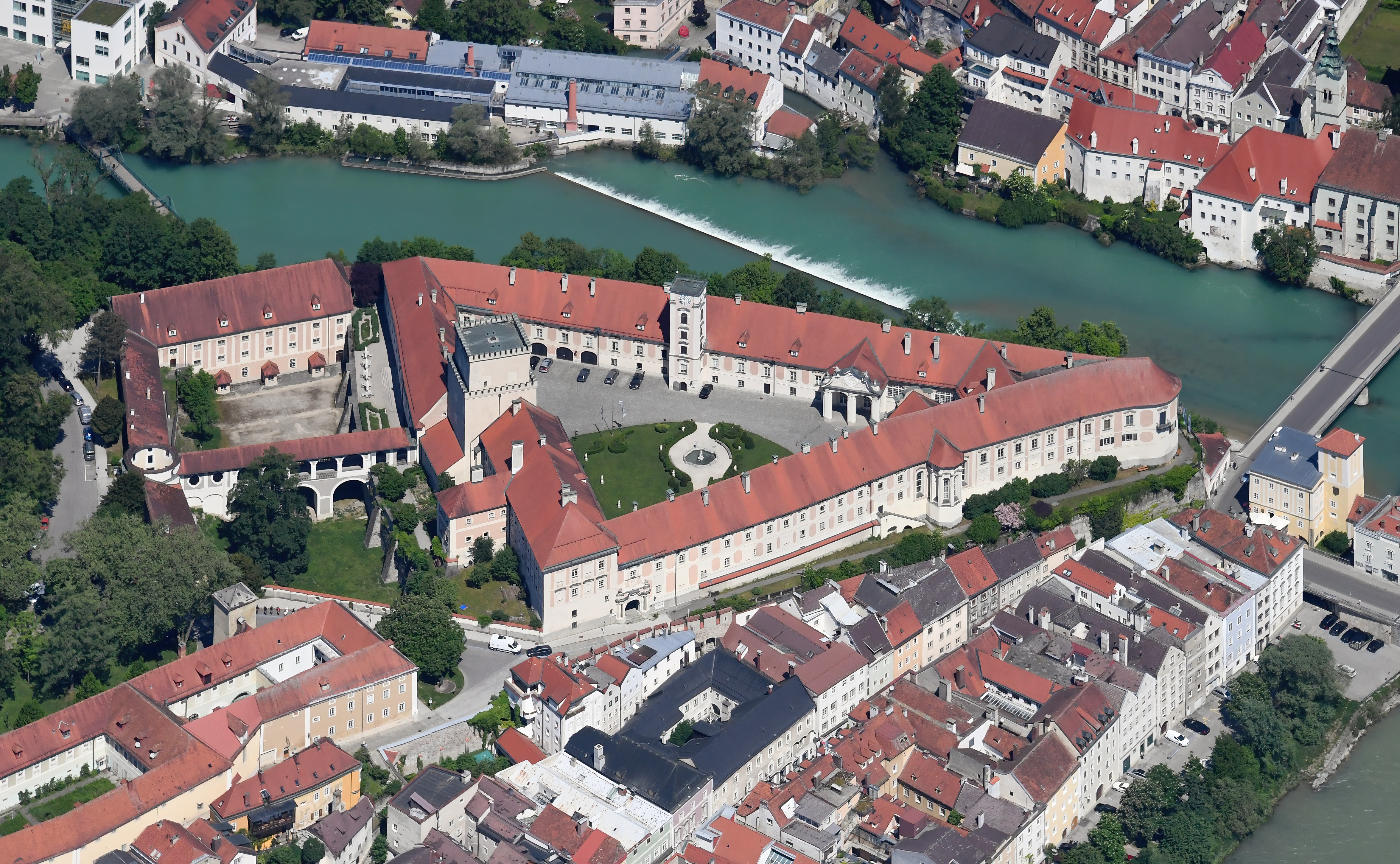
Schloss Lamberg, Steyr, Oberösterreich, Österreich
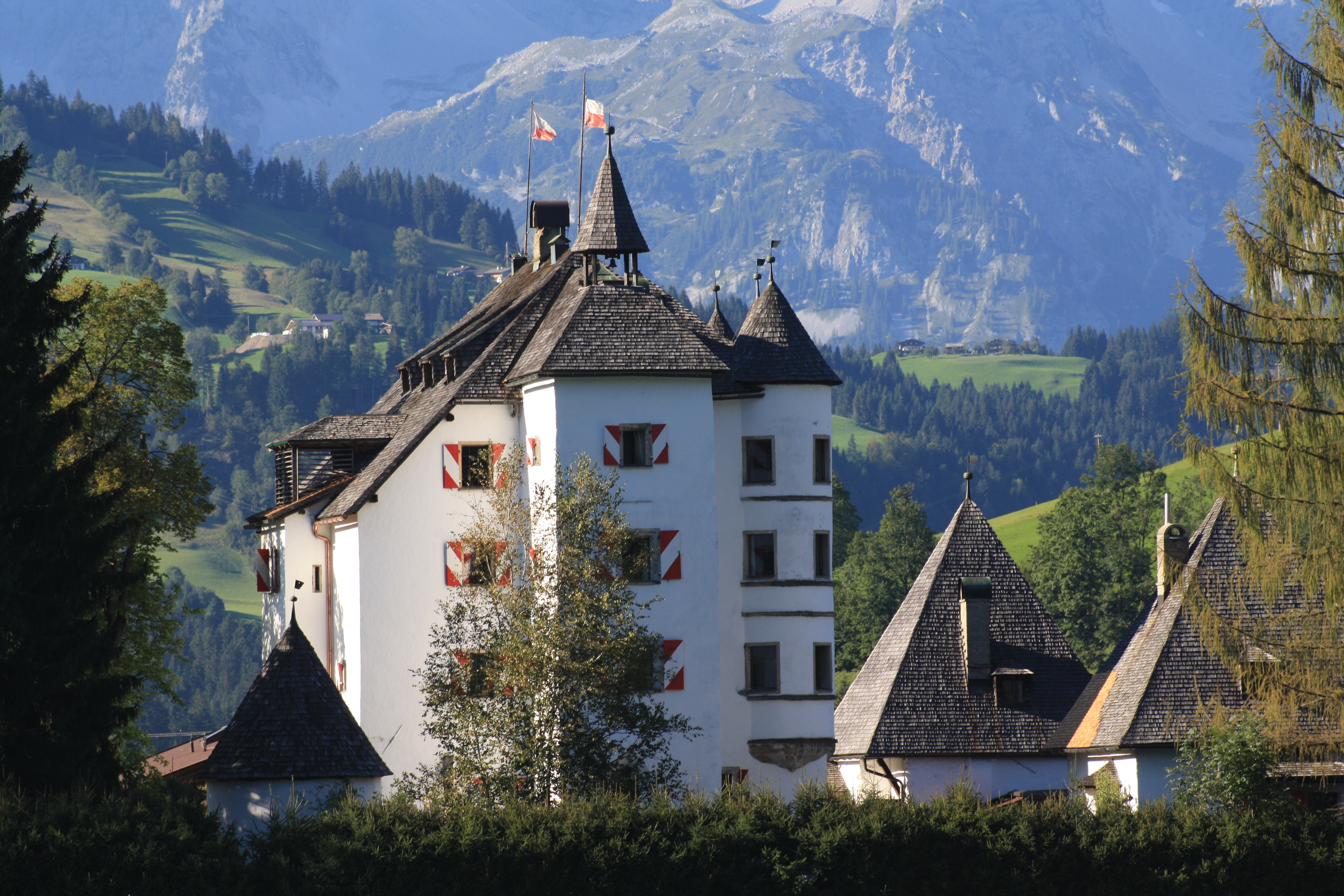
Schloss Münichau, Tirol, Österreich
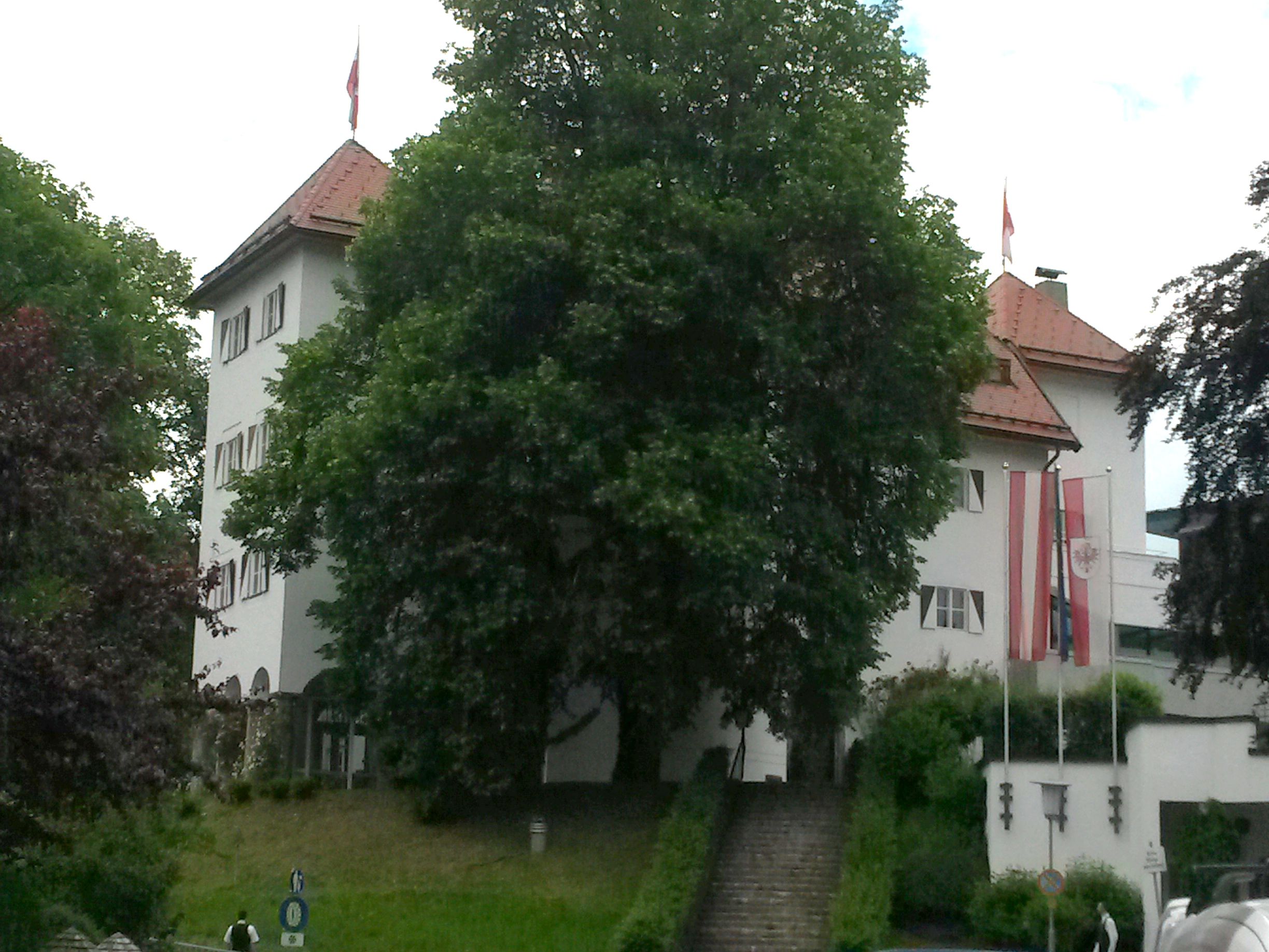
Schloss Lebenberg, Tirol, Österreich
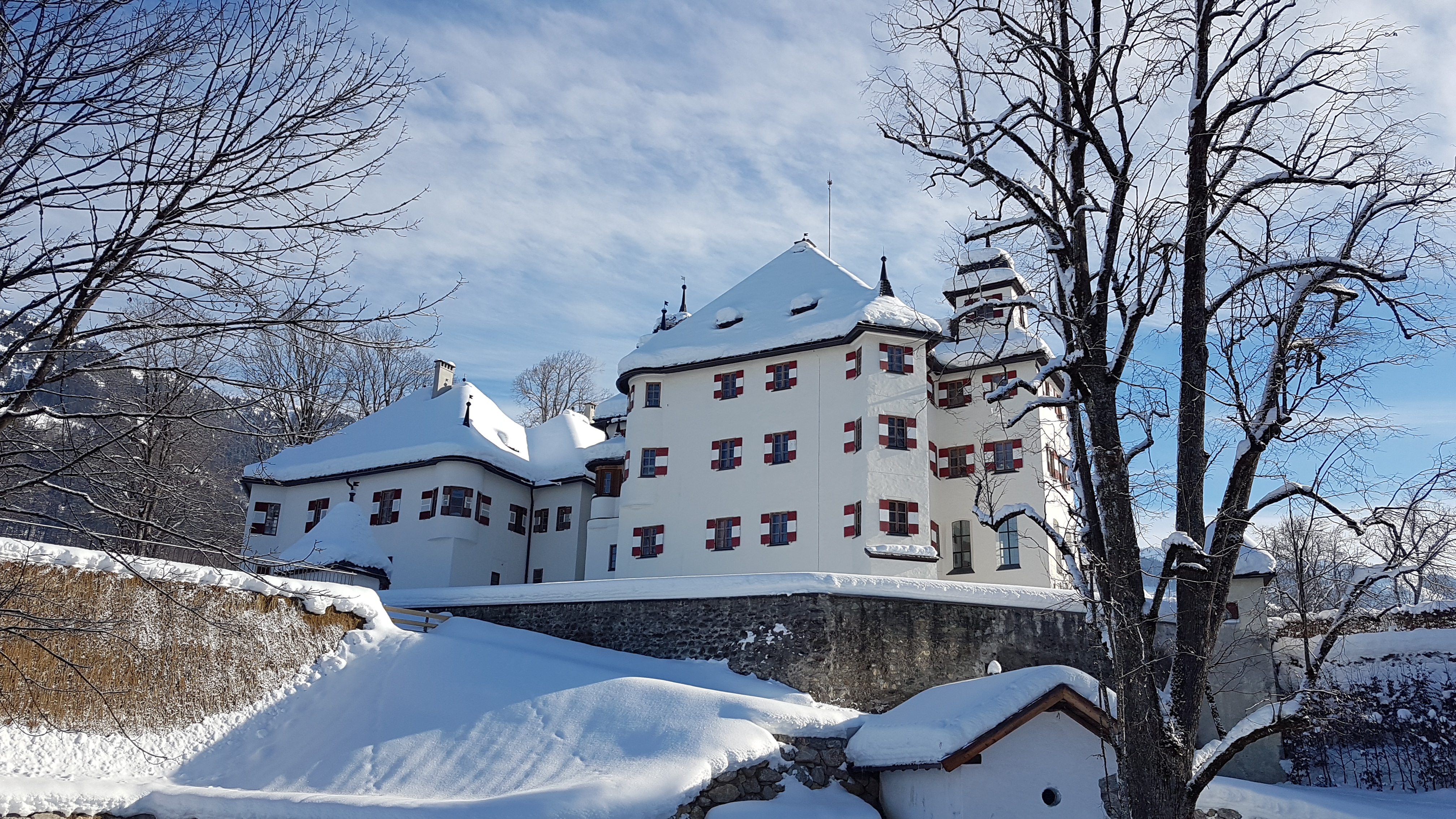
Schloss Kaps, Kitzbühel
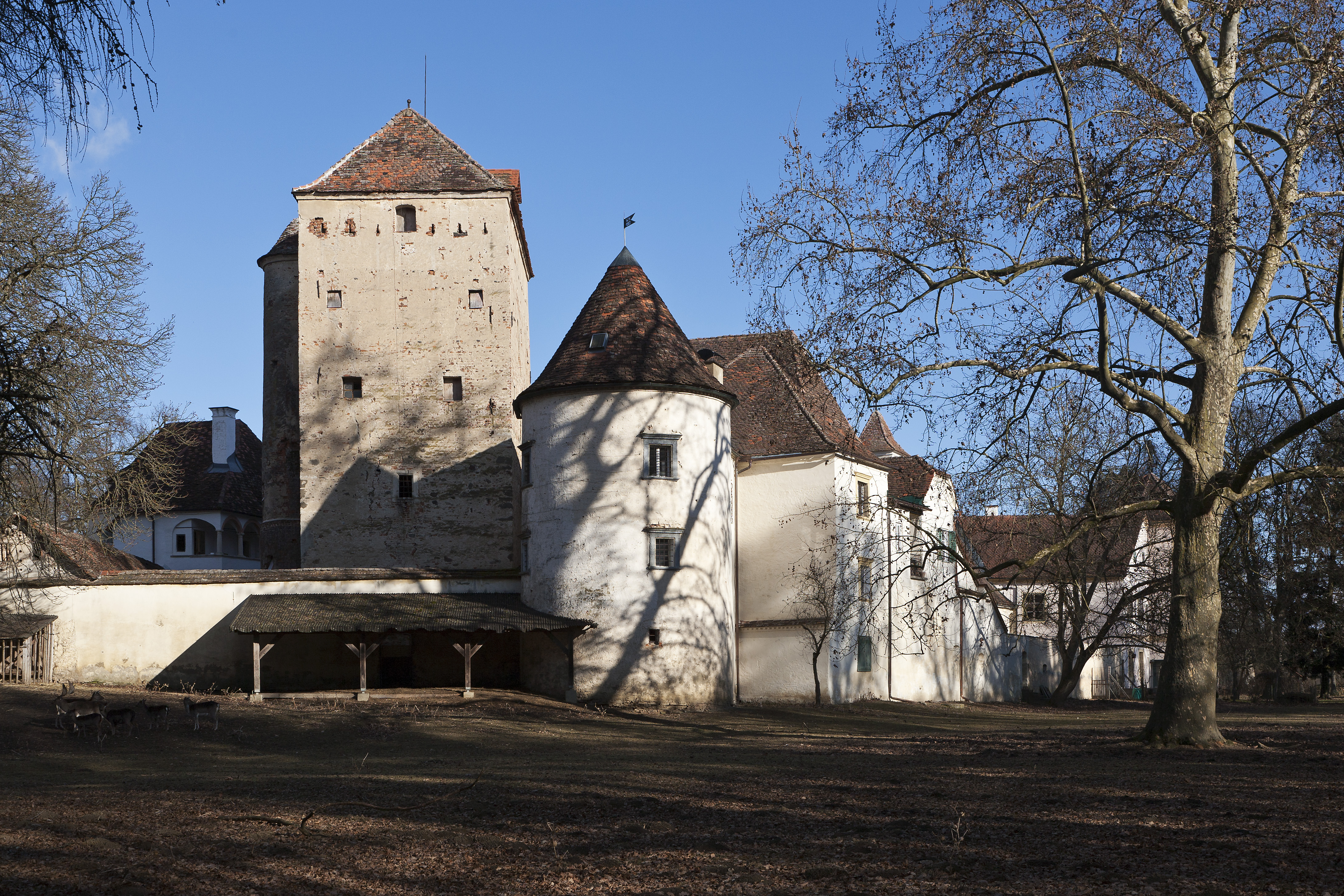
Schloss Feistritz, Steiermark, Österreich
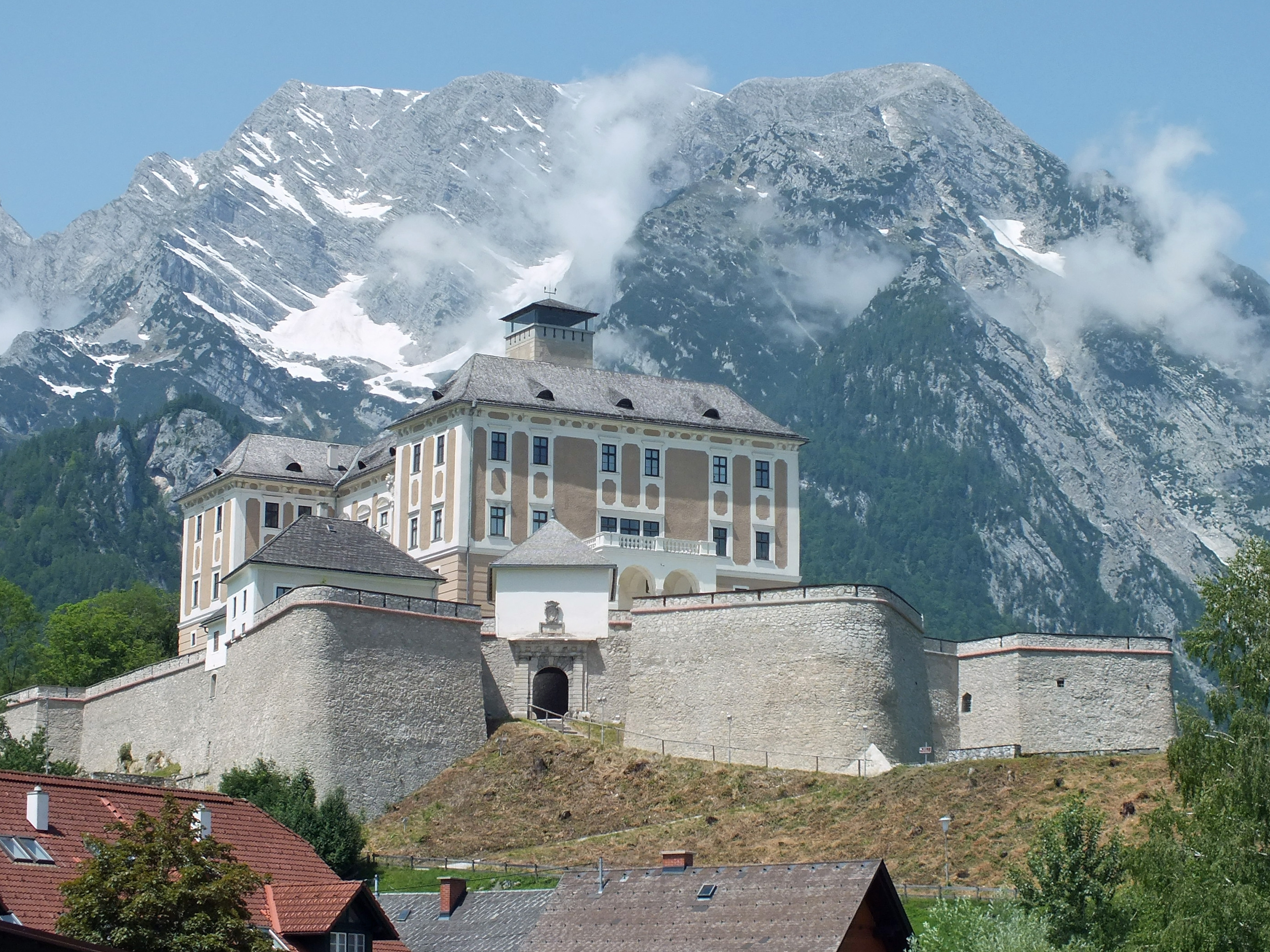
Schloss Trautenfels, Steiermark, Österreich
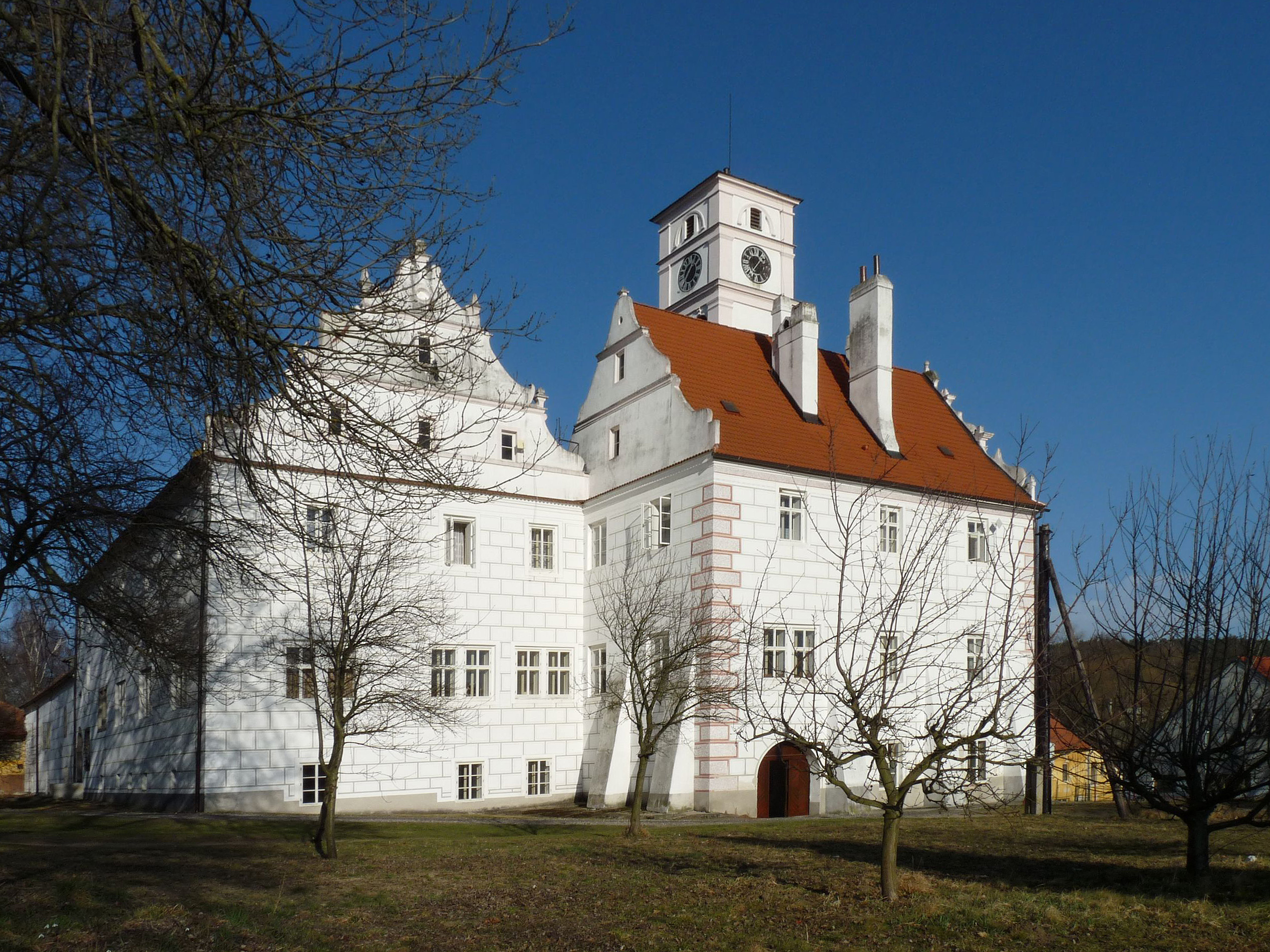
Schloss Schichowitz, ehemalig Böhmen und Mähren
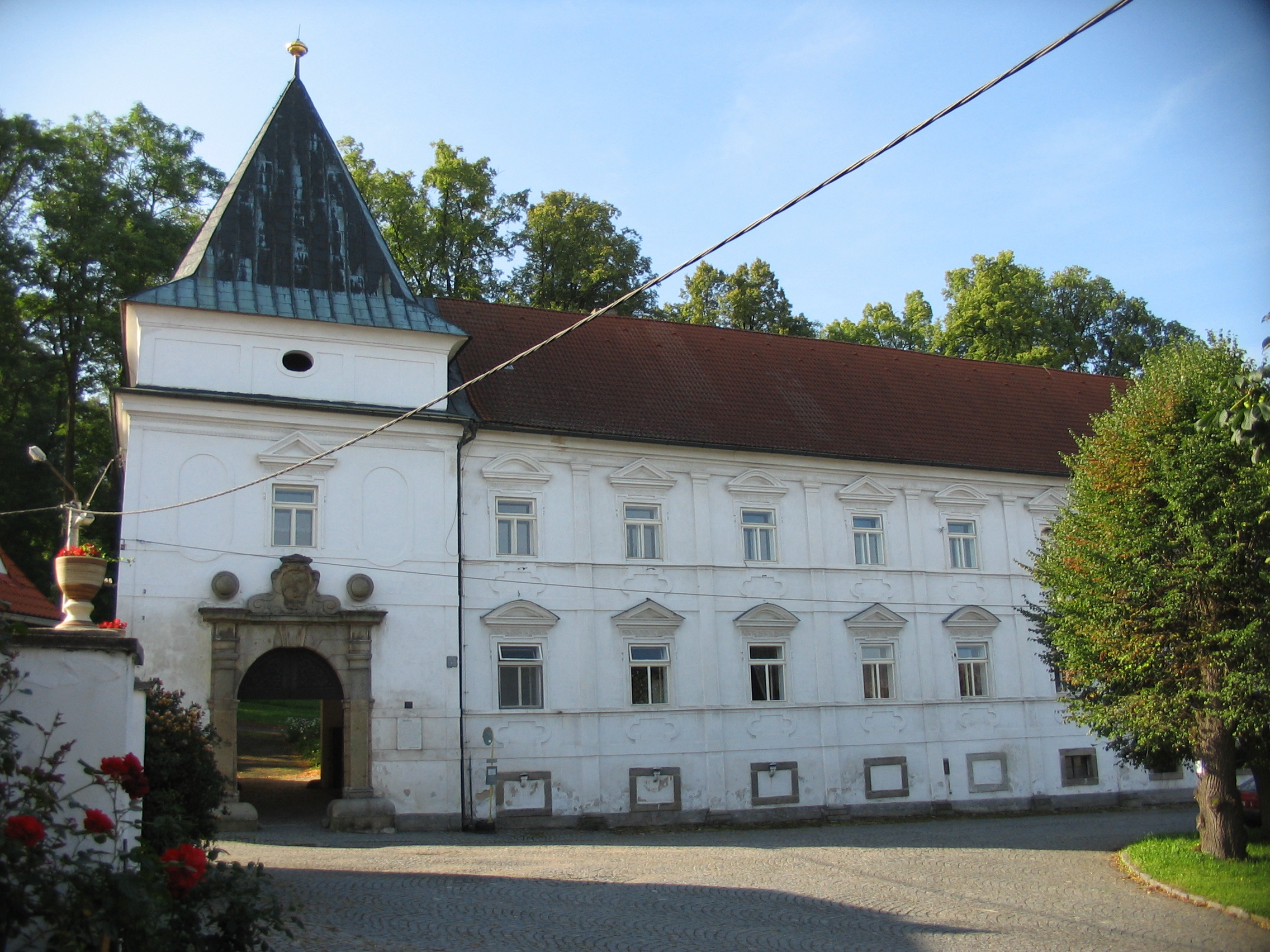
Schloss Schihobetz, ehemalig Böhmen und Mähren
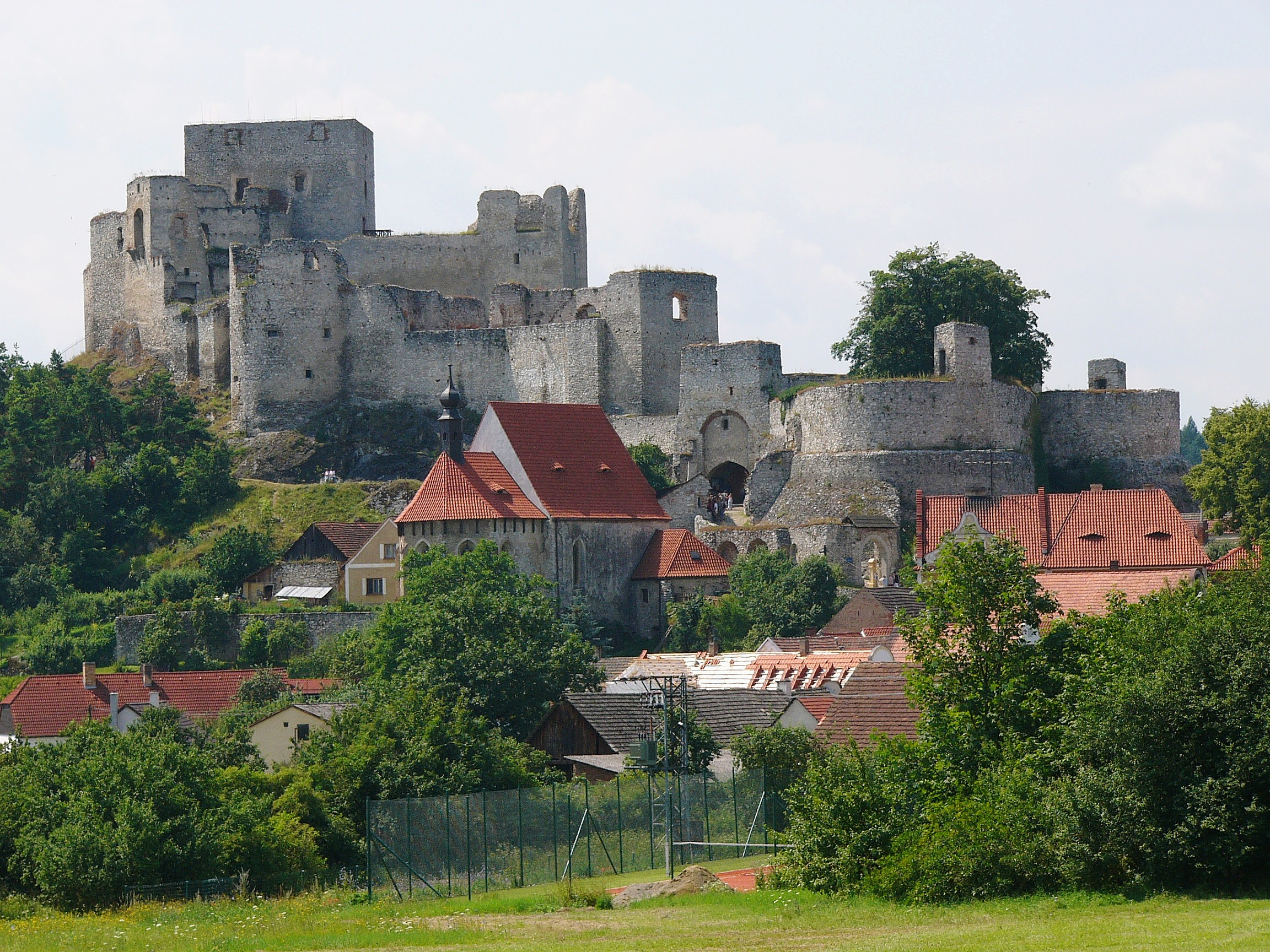
Burg Raby, ehemalig Böhmen und Mähren
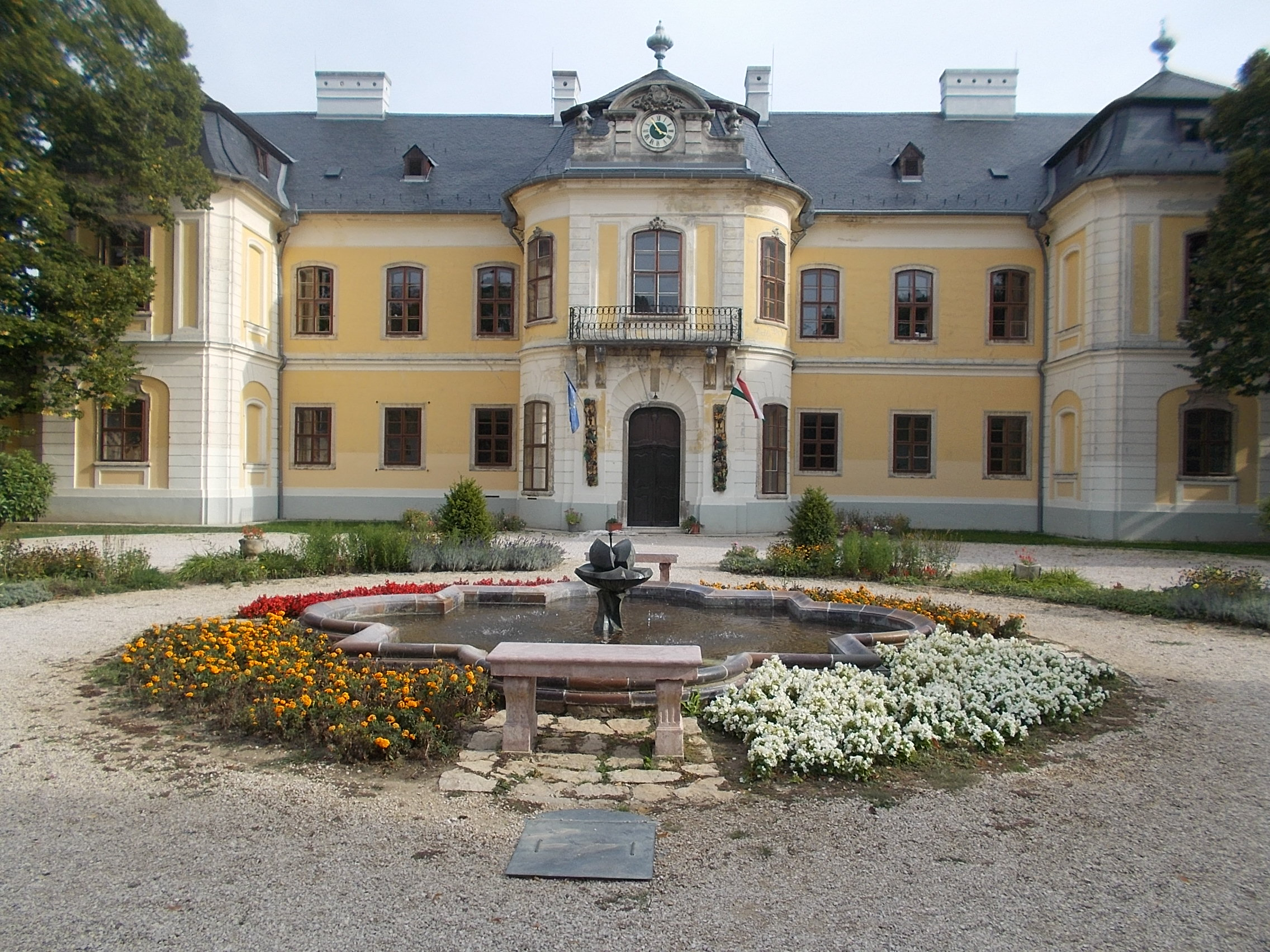
Schloss Mór, Ungarn

## Namensträger

### Hauptlinien der Gebrüder Balthasar, Georg und Jakob von Lamberg
Schon im 15. Jahrhundert teilte sich das Geschlecht derer von Lamberg in zunächst 3 Hauptlinien, gestiftet von Balthasar, Georg und Jacob, drei Söhnen des Wilhelm II. von Lamberg (* ?; † 1397/1414). Diese Hauptlinien verzweigten sich vielfach und verbreiteten sich in der österreichischen Monarchie, insbesondere in Krain, Kärnten, Niederösterreich und Böhmen.

#### Hauptlinie des Balthasar
- Balthasar von Lamberg:
  - Georg II. von Lamberg zu Orteneck (* ?; † 1499): Kaiserlicher Feldoberst und Hauptmann an den windischen Grenzen; von Kaiser Friedrich III. im März 1468 mit der Herrschaft und Feste Orteneck (Ortenegg, heute Ortnek in Slowenien) im Herzogtum Krain belehnt; zur ältesten Linie zu Orteneck gehört: der fürstliche Ast, der 1797 erlosch sowie der gräfliche Ast (Grafen 1667), von dem der Hauptzweig mit Sitz zu Lamberg und Ottenstein im Jahre 1931 erloschen ist (ein Nebenzweig besteht aber weiterhin).
  - Andreas von Lamberg zu Schneeberg (* ?; † ?): Stifter der Linie zu Schneeberg (Snežnik), dessen Enkel 1524 in den Freiherrnstand aufstiegen, aber im 17. Jahrhundert erlosch.

#### Hauptlinie des Georg
- Georg von Lamberg (* ?; † c. 1438): Stifter der Linie zu Gutenberg (bei Neumarktl/Tržič), wobei von seinen Söhnen der älteste (der sechste von acht Kindern) Bischof wurde, und zwei Söhne je eine Nebenlinie stifteten.
  - Sigismund von Lamberg (* ?; † 1488): 1461/63 erster Bischof von Laibach (Ljubljana) in Slowenien
  - Heinrich von Lamberg (* ?; † ?): Begründer der hörwardschen oder herbartschen Linie, die 1667 in den Grafenstand aufstieg und 1806 mit dem Grafen Maximilian Anton Leopold von Lamberg erlosch.
  - Georg II(?). von Lamberg († c. 1509): Begründer der Linie zu Stein und Gutenberg, die 1850 mit dem Grafen Ernst von Lamberg erlosch.

#### Hauptlinie des Jakob
- Jakob von Lamberg († ca. 1433): stiftete die Linie zu Rothenbühel/Rottenbühel (Burg Črnelo am Turnše), sie erlosch mit dem Grafen Georg Gottfried von Lamberg im Jahr 1689

### Die Fürsten von Lamberg

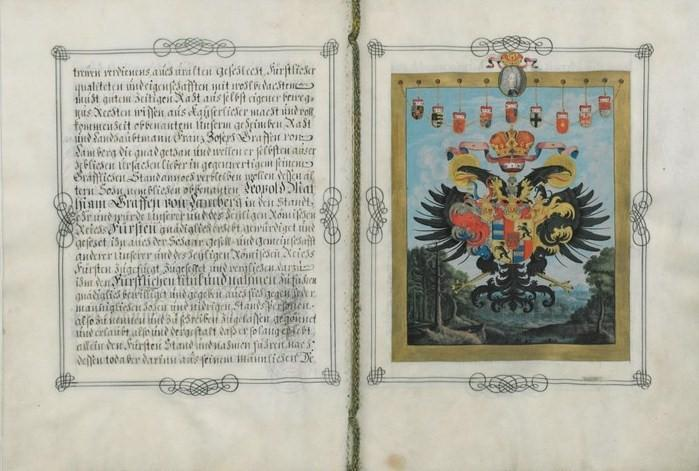
Lamberg-Reichsfürstenstandsdiplom

Sie stammen vom Stifter der Linie zu Ortenegg ab:
- Georg (II.) von Lamberg (* ?; † 1499): ⚭ 2.) 1480 Maria Magdalena von Thurn (della Torre); † 1538/56
  - Kaspar (III.) von Lamberg (* ?; † 1544): 1524 gemeinsam mit seinen sechs älteren Brüdern und Cousins in den Reichsfreiherrnstand und 1544 zum Freiherrn von Orteneck und Ottenstein (im Waldviertel, Niederösterreich) erhoben; ⚭ 1.) ? und ⚭ 2.) Margarete Lang von Wellenburg, eine Nichte des Kardinals Matthäus Lang von Wellenburg (* 1468; † 1540), Fürsterzbischof von Salzburg (1519–1540).

#### Erbliche Reichsfürsten
Der nähere Stammvater des fürstlichen Hauses war ein Urenkel von Kaspar (III.):
- Johann Maximilian von Lamberg (* 1608; † 1682): seit 1636 Reichsgraf von Lamberg, kaiserlicher Geheimer Staats- und Konferenzminister sowie Obersthofmeister; ⚭ 25. Juli 1635[8] Judith Rebecca Eleonora, geb. Freiin Wrbna von Freudenthal (* um 1612; † 1690).
  - Franz Joseph I. von Lamberg (* 1637[9]; † 1712): seit 1711 der 2. Reichsfürst von Lamberg sowie Landgraf von Leuchtenberg (in der Oberpfalz) etc., da er auf seinen kinderlosen Sohn – den 1. Reichsfürsten von Lamberg – folgte; ⚭ 1663 Anna Maria, geb. Reichsgräfin v. u. z. Trauttmansdorff (* ?; † 1727).
    - Leopold Matthias von Lamberg (* 1667; † 1711): wurde 1707 der 1. Reichsfürst von Lamberg sowie 1709 Landgraf von Leuchtenberg; war u. a. Oberst-Erblandjägermeister im Erzherzogtum Österreich ob der Enns und Ritter des Ordens vom Goldenen Vlies; ⚭ 1691 Maria Claudia, geb. Gräfin Künigl Freiin zu Ehrenburg und Warth (* 1669/70; † 1710). Nach seinem kinderlosen Tod folgte ihm sein Vater als Fürst und Landgraf nach, anschließend sein jüngerer Bruder Franz Anton von Lamberg.
    - Franz Anton von Lamberg (* 1678; † 1759): seit 1712 der 3. Reichsfürst von Lamberg, zudem 1712–1714 Landgraf von Leuchtenberg; seit 1744 Ritter des Ordens vom Goldenen Vlies;⚭ 1.) 1713 Luise Ernestine, geb. Prinzessin von Hohenzollern-Hechingen (* 1690; † 1720); ⚭ 2.) 1721 Maria Aloysia, geb. Reichsgräfin von Harrach zu Rohrau und Thannhausen (* 1702; † 1775); sie zeugten Johann Nepomuk Friedrich:
      - Johann Nepomuk Friedrich von Lamberg (* 1737; † 1797): seit 1759 der 4. Reichsfürst von Lamberg; ⚭ 1761 Maria Anna, geb. Gräfin Trautson (* 1743; † 1790), Sternkreuzordensdame, T. d. Johann Wilhelm (letzter) Reichsfürst Trautson Graf zu Falkenstein etc.; zeugte mit ihren einzigen Sohn, Franz Anton (der Jüngere) (* 1782; † 1790), der als Erbgraf vor seinem Vater starb und mit ihm das (ältere) fürstliche Haus Lamberg im Jahre 1797.

Der Fürstentitel, alle Herrschaften und erblichen Würden gingen wie folgt über an Carl Eugen von Lamberg und seine Nachkommen:
- Carl Eugen von Lamberg (* 1. April 1764; † 1831): seit 1797 der 5. Reichsfürst von Lamberg als Senior der von Caspar Friedrich von Lamberg († 1686, Bruder des 2. Reichsfürsten) abstammenden, jüngeren Linie
  - Gustav Joachim (* 1812; † 1862): seit 1831 der 6. Reichsfürst von Lamberg; seine unehelichen Kinder wurden zwar durch nachträgliche morganatische Ehe legitimiert, jedoch vom Familienerbe (in Steyr, Schichowitz usw.) ausgeschlossen. Der 1707 verliehene Reichsfürstentitel erlosch bei seinem Tod 1862 bzw. wurde das Recht zur Führung dieses Titels 1887 seiner Sohn ausdrücklich entzogen; die Familienfideikommisse fielen an Rudolf Graf Lamberg (aus dem ungarischen Familienzweig auf Mór).

#### Reichsfürst „ad personam“ (als persönliche Würde)
- Johann Philipp von Lamberg (* 1651; † 1712): Reichsfürst von Lamberg, Kardinal (1700–1712), Protector Germaniae, Fürstbischof von Passau (1689–1712), kaiserlicher Staatsminister; war der jüngste Sohn von Graf Johann Maximilian und Bruder von Franz Joseph I. von Lamberg, dem 2. (erblichen) Reichsfürsten von Lamberg; 1693 erwarb Johann Philipp die benachbarten Herrschaften Schloss Lebenberg (Tirol), Münichau und Kapsbrunn von seinem Verwandten Johann Raimund und ernannte als Gegenleistung dessen gleichnamigen Sohn Johann Raimund von Lamberg (* 1662; † 1725) zu seinem Suffraganbischof.

### Weitere einzelne Familienmitglieder
- Christoph von Lamberg (auch Christoph Freiherr von Lamberg zu Ortenegg und Ottenstein) (* ?; † 1579): Christoph IV. Bischof von Seckau
- Johann Jakob von Lamberg (* 1561; † 1630): Bischof von Gurk 1603–1630
- Georg Sigmund von Lamberg (1568–1632):  Bruder von Johann Jakob von Lamberg [10]
- Karl von Lamberg (* 1570; † 1612): Erzbischof von Prag
- Johann Philipp von Lamberg (1651; † 1712): Bischof von Passau 1689–1712, Kardinal, Sohn von Johann Maximilian von Lamberg
- Johann Raimund von Lamberg (1662; † 1725): Bischof von Aulon und Weihbischof in Passau
- Leopold Matthias von Lamberg (1667; † 1711): Landgraf von Leuchtenberg 1708–1711
- Anna Aloysia Maximiliane Louise von Lamberg-Kunstadt, verh. Hiserle von Chodau und von Oppersdorff (1676/77; † 1738): Gräfin Esterle genannt, Geliebte von August dem Starken und Alexander Benedikt Sobieski
- Johann Adam von Lamberg (* 1677; † 1708): kaiserlicher Kämmerer, Hofkammerrat und Landjägermeister
- Joseph Dominikus von Lamberg (* 1680; † 1761): Bischof von Passau 1723–1761, Kardinal
- Johann Philipp von Lamberg (* 1684; † 1735): kaiserlicher Kämmerer und Oberstlandjägermeister in Tirol
- Johann Ferdinand von Lamberg (* 1689; † 1764): kaiserlicher Hof- und Kammermusikdirektor
- Johann Philipp Cajetan Graf von Lamberg (* ca. 1690; † 1761): kurfürstlich bayerischer Wirklicher Geheimer Rat, Stiftspropst zu Straubing, Pfarrer zu Peterskirchen und Trostberg[11]
- Franz Alois von Lamberg (* 1692; † 1732): Bischof von Nilopolis und Weihbischof in Passau
- Carl Joseph von Lamberg-Sprinzenstein (* ?; † ?): letzter Reichsgraf von Neuburg 1719–1730
- Maximilian Joseph von Lamberg (* 1729; † 1792): Physiker und Philosoph
- Franz Philipp von Lamberg (* 1791; † 1848): österreichischer Feldmarschalleutnant
- Gustav Joachim von Lamberg (* 1812; † 1862): österreichischer Adliger
- Hugo Raimund von Lamberg (* 1833; † 1884): Landeshauptmann von Salzburg
- Theresia Gräfin von Lamberg (* 1836; † 1913): Ehefrau des Grafen Franz von Meran, dem Sohn des Erzherzogs Johann aus seiner morganatischen Ehe mit Anna Plochl
- Karl Graf Lamberg (1840–1931), österreichischer Gutsbesitzer und Politiker des Abgeordnetenhauses und des Herrenhauses
- Paula von Lamberg (* 1887; † 1927): Skispringerin

## Nobilitierungen und dynastische Eheschließungen
Das Geschlecht derer von Lamberg wurde 1544 in den Freiherrnstand, 1667 in den Reichsgrafenstand und 1702 als Landgrafen von Leuchtenberg in den Reichsfürstenstand erhoben, wobei diese Würde 1797 auf die 1882 erloschene bayerische Linie des Hauses übertragen wurde.
Das weitverzweigten Geschlecht derer von Lamberg war verwandt mit zahlreichen Familien des Hochadels der Donaumonarchie, wie den Althann, Breuner, Colloredo, Herberstein, Hoyos, Mensdorff-Pouilly, den Grafen von Meran, Harrach, Khevenhüller, Porcia, Starhemberg, Schwarzenberg, Thun-Hohenstein, Thurn, Trautson, Trauttmansdorff, Windisch-Graetz, Esterházy, Festetics de Tolna, Ursini von Blagay, sowie zu deutschen Familien wie Fugger, Hohenzollern-Hechingen, Salm-Neuburg und Waldburg-Zeil.

## Wappen
Blasonierung: Das Stammwappen zeigt einen gespaltenen Schild, das rechts von Blau und Silber fünf mal geteilt, links rot ohne Bild ist; auf dem Helm mit blau-silbernen Helmdecken sitzen zwei, wie die beiden Schildhälten bezeichnete Büffelhörner, außen mit je vier natürlichen Pfauenfedern besteckt.

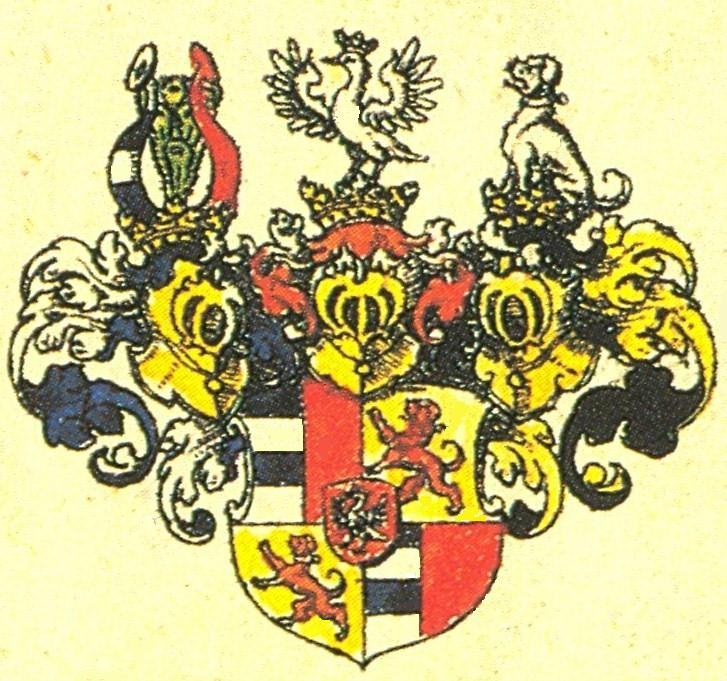
Wappen derer von Lamberg um 1600 nach Wappenmehrung
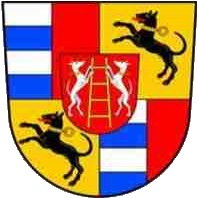
Wappen derer von Lamberg (bayerische Linie) nach 1655 mit dem Scaliger-Wappen als Herzschild
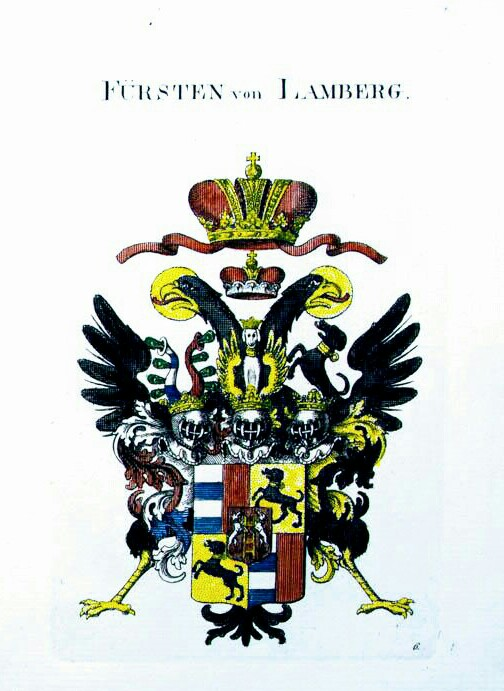
Wappen der Fürsten von Lamberg